# 久下田町
久下田町（くげたまち）は栃木県芳賀郡に属していた町である。

## 地理
現在の真岡市の南部、旧二宮町の中部に位置する。
- 河川：五行川

## 歴史

### 町域の変遷
- 1889年（明治22年）4月1日 - 町村制施行により、谷田貝町、南長島村、程島村、境村、石島村、大根田村、阿部品村、下大曽村が合併し芳賀郡久下田町が成立する。
- 1954年（昭和29年）5月3日 - 久下田町は長沼村、物部村とともに合併し二宮町が発足。久下田町は消滅。

変遷表
| 1868年 以前 | 1868年 以前 | 明治12年 | 明治22年 4月1日 | 昭和29年 5月3日 | 平成21年 3月23日 | 現在   |
| ----------- | ----------- | -------- | --------------- | --------------- | ---------------- | ------ |
|             | 谷田貝町    | 谷田貝町 | 久下田町        | 二宮町          | 真岡市 に編入    | 真岡市 |
|             | 長島村      | 南長島村 | 久下田町        | 二宮町          | 真岡市 に編入    | 真岡市 |
|             | 程島村      |          | 久下田町        | 二宮町          | 真岡市 に編入    | 真岡市 |
|             | 境村        |          | 久下田町        | 二宮町          | 真岡市 に編入    | 真岡市 |
|             | 石島村      |          | 久下田町        | 二宮町          | 真岡市 に編入    | 真岡市 |
|             | 大根田村    |          | 久下田町        | 二宮町          | 真岡市 に編入    | 真岡市 |
|             | 阿部品村    |          | 久下田町        | 二宮町          | 真岡市 に編入    | 真岡市 |
|             | 下大曽村    |          | 久下田町        | 二宮町          | 真岡市 に編入    | 真岡市 |

## 大字
- 谷田貝（やたがい）
- 南長島（みなみながしま）
- 程島（ほどじま）
- 境（さかい）
- 石島（いしじま）
- 大根田（おおねだ）
- 阿部品（あべしな）
- 下大曽（しもおおぞ）

## 行政
- 久下田町長

| 代 | 氏名         | 就任                      | 退任                      | 備考 |
| -- | ------------ | ------------------------- | ------------------------- | ---- |
| 1  | 豊田彌作     | 1889年（明治22年）5月4日  | 1893年（明治26年）6月1日  |      |
| 2  | 杉山米吉     | 1893年（明治26年）6月5日  | 1896年（明治29年）1月9日  |      |
| 3  | 小倉常三郎   | 1896年（明治29年）3月2日  | 1899年（明治32年）3月20日 |      |
| 4  | 小林虎一郎   | 1900年（明治33年）3月28日 | 1904年（明治37年）3月27日 |      |
| 5  | 鶴見清左衛門 | 1904年（明治37年）3月29日 | 1907年（明治40年）7月31日 |      |
| 6  | 小倉常三郎   | 1907年（明治40年）8月17日 | 1916年（大正5年）12月28日 |      |
| 7  | 鶴見清左衛門 | 1917年（大正6年）12月13日 | 1919年（大正8年）8月22日  |      |
| 8  | 杉田彦右衛門 | 1919年（大正8年）9月13日  | 1922年（大正11年）11月8日 |      |
| 9  | 豊田重蔵     | 1922年（大正11年）12月5日 | 1927年（昭和2年）10月3日  |      |
| 10 | 平田嘉一郎   | 1927年（昭和2年）10月26日 | 1932年（昭和7年）5月13日  |      |
| 11 | 豊田正一郎   | 1932年（昭和7年）6月8日   | 1940年（昭和15年）9月13日 |      |
| 12 | 野村多       | 1941年（昭和16年）9月27日 | 1942年（昭和17年）9月13日 |      |
| 13 | 上野元三郎   | 1942年（昭和17年）10月3日 | 1945年（昭和20年）10月9日 |      |
| 14 | 小倉健七     | 1945年（昭和20年）11月2日 | 1947年（昭和22年）4月4日  |      |
| 15 | 栃木良雄     | 1947年（昭和22年）4月5日  | 1954年（昭和29年）5月2日  |      |

出典:『栃木県町村合併誌 第二巻』, p. 95

## 人口・世帯

### 人口
総数 [単位： 人]
| 1891年（明治24年） | 6,078 |
| 1920年（大正 9年） | 5,082 |
| 1935年（昭和10年） | 5,984 |
| 1950年（昭和25年） | 7,657 |

### 世帯
総数 [単位： 世帯]
| 1920年（大正 9年） | 998   |
| 1935年（昭和10年） | 1,109 |
| 1950年（昭和25年） | 1,404 |

## 交通

### 鉄道
- 日本国有鉄道（ → 東日本旅客鉄道 → 真岡鐵道）
  - ■真岡線
    - 久下田駅